# Црква брвнара у Селанцу
Црква брвнара у Селанцу , општина Љубовија, посвећена је Светим Апостолима Петру и Павлу.
Нема података када је саграђена, али се претпоставља да потиче из 13. века. Обновљена је 1816. године и под заштитом је Завода за заштиту споменика културе. У цркви се налази крипта - место где су сахрањивани свештеници.